# Економічний аналіз (журнал)
«Економічний аналіз» — збірник наукових праць, заснований у 2007 році Західноукраїнським національним університетом.
Мови видання: українська, англійська.
Наукове видання призначене для фахівців, що виявляють інтерес до теоретико-прикладних проблемам економіки, управління, фінансів, обліку, аналізу й аудиту. Видання надає науковій спільноті зручні можливості для знайомства з результатами актуальних досліджень вчених-економістів, моніторингу дослідницьких трендів в Україні і світі.

## Тематика
- Економічна теорія та історія економічної думки
- Економіка та управління національним господарством
- Маркетинг, підприємництво, торгівля та біржова діяльність
- Розвиток продуктивних сил і регіональна економіка
- Економіка природокористування та охорони навколишнього середовища
- Демографія, економіка праці, соціальна економіка і політика
- Фінанси, банківська справа та страхування
- Аналіз, аудит, облік та оподаткування
- Менеджмент та бізнес-адміністрування
- Математичні методи, моделі та інформаційні технології в економіці
- Економічна безпека держави та суб’єктів господарської діяльності

Коди ідентифікації журналу, згідно реєстру періодичних засобів масової інформації Міжнародного центру ISSN:
- ISSN 1993-0259 (Print),
- ISSN 2219-4649 (Online).

## Наукометрія
Журнал входить до Переліку фахових видань у галузі економічних наук.
Науковий журнал «Економічний аналіз» внесено до 8 міжнародних наукометричних баз даних наукових видань та каталогів:
- Index Copernicus, Польща (ICV 2019: 85.32; ICV 2018: 77.83; ICV 2017: 74.43; ICV 2016: 63.85; ICV 2015: 55.88; ICV 2014: 63.39; ICV 2013: 5.26)
- WorldCat
- Google Scholar[4] (h-індекс — 24, i10-індекс — 170)[5]
- Windows Live Academic
- ResearchBible
- Open Academic Journals Index
- CiteFactor
- Scientific Indexing Services
- Journal's International Compliance Index

Весь архів журналу з часу його заснування зберігається в Національній бібліотеці України імені В. І. Вернадського та в інституційному репозитарії бібліотеки ім. Л.Каніщенка Західноукраїнського національного університету.

## Засновник і видавець журналу
- Західноукраїнський національний університет

## Редакційна колегія
- Монастирський Г. Л., д. е. н., проф., Західноукраїнський національний університет (Україна) — головний редактор
- Ярощук О. В., к. е. н., доц., Західноукраїнський національний університет (Україна) — заступник головного редактора
- Адамик Б. П., к. е. н., доц., Західноукраїнський національний університет (Україна)
- Борисова Т. М., д. е. н., доц., Західноукраїнський національний університет (Україна)
- Бруханський Р. Ф., д. е. н., проф., Західноукраїнський національний університет (Україна)
- Broniewicz Elzbieta, доктор габілітований наук економічних, професор, Білостоцька політехніка (Польща)
- Задорожний З. В., д. е. н., проф., Західноукраїнський національний університет (Україна)
- Zielińska Anetta, доктор габілітований наук економічних, професор, Вроцлавський економічний університет (Польща)
- Кізима Т. О., д. е. н., проф., Західноукраїнський національний університет (Україна)
- Kryk Barbara, доктор габілітований наук економічних, професор, Щецинський університет (Польща)
- Хорунжак Н. М., д. е. н., проф., Західноукраїнський національний університет (Україна)
- Спільник І. В., к. е. н., доц., Західноукраїнський національний університет (Україна)
- Шушпанов Д. Г., д. е. н., доц., Західноукраїнський національний університет (Україна)

## Політика відкритого доступу
Видання дотримується політики відкритого доступу (Open Access). Усі статті розміщуються безстроково і безкоштовно відразу після виходу номера. Повнотекстовий доступ в режимі реального часу до наукових статей збірника представлений на офіційному сайті в архіві [Архівовано 28 вересня 2017 у Wayback Machine.] наукового видання.
Ліцензійна політика сумісна з переважною більшістю політик відкритого доступу та архівування матеріалів.
Видання працює за  ліцензією Creative Commons Attribution  International 4.0 (CC-BY-NC 4.0) та практикує політику негайного відкритого доступу до опублікованого змісту, підтримуючи принципи вільного поширення наукової інформації та глобального обміну знаннями задля загального суспільного прогресу. Це дозволяє вільно читати, завантажувати, копіювати та розповсюджувати контент з навчальною та науковою метою з обов`язковим зазначенням авторства. Автори видають ексклюзивну ліцензію на публікацію, за якою вони можуть повторно використовувати свої документи у своїй майбутній друкованій роботі, не вимагаючи попереднього дозволу від видавця збірника.

## Адреса редакції / контакти
вул. Львівська, 11, к. 2116, м. Тернопіль, 46009, Україна
11 Lvivska Street, r. 2116, Ternopil, 46009, Ukraine
Сайт журналу: http://econa.org.ua/ [Архівовано 1 березня 2016 у Wayback Machine.]; http://econa.wunu.edu.ua/ [Архівовано 2 березня 2021 у Wayback Machine.]